# فينوس أوربينو
فينوس أوربينو هي لوحة زيتية للرسام الإيطالي تيتيان.اللوحة معروضة حالياً في معرض أوفيزي.